# Renée Zucker

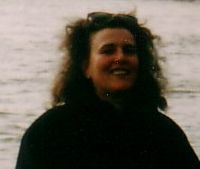
Köln 1995

Renée Zucker (* 1954 in Essen) ist eine deutsche Journalistin und Schriftstellerin. Sie arbeitet auch als Kolumnistin für Inforadio, Kulturradio, die taz und die Berliner Zeitung.

## Bücher
- mit Enzo Briketti: Hungrige Herzen. Romanze in Technicolor. Rowohlt, Reinbek bei Hamburg 1985.
- Berlin ist anderswo. Rowohlt, Berlin 1995.
- Glück kann manchmal richtig nerven. Transit, Berlin 2001.
- Ein Tag wie Totolotto. Vom Leben und anderen Glücksspielen. Kiepenheuer & Witsch, Köln 2003.
- mit Ingke Brodersen: Werden Sie wesentlich! Die Frau um 50. Piper, München 2007.

## Übersetzungen
- Nuala O’Faolain: Nur nicht unsichtbar werden, Berlin 2000

## Musik
- Witthüser & Westrupp: Trips und Träume, 1971 (Gesang, Querflöte, Perkussion)[1]